# Crossopterygii
I Crossopterygii (o Coelacanthimorpha) sono una sottoclasse di pesci ossei. Al loro interno, si possono individuare forme estinte (come il Ripidisti o il Porolepis) e forme prima ritenute estinte, ma in realtà viventi (Actinisti), che vivono a 300-400 metri di profondità nell'Oceano Indiano (es. Latimeria chalumnae).
Da un attento esame della struttura del dermatocranio, delle vertebre, delle pinne e dei denti si è visto che proprio i Crossopterigi Ripidisti Osteolepiformi hanno dato origine ai vertebrati terrestri.

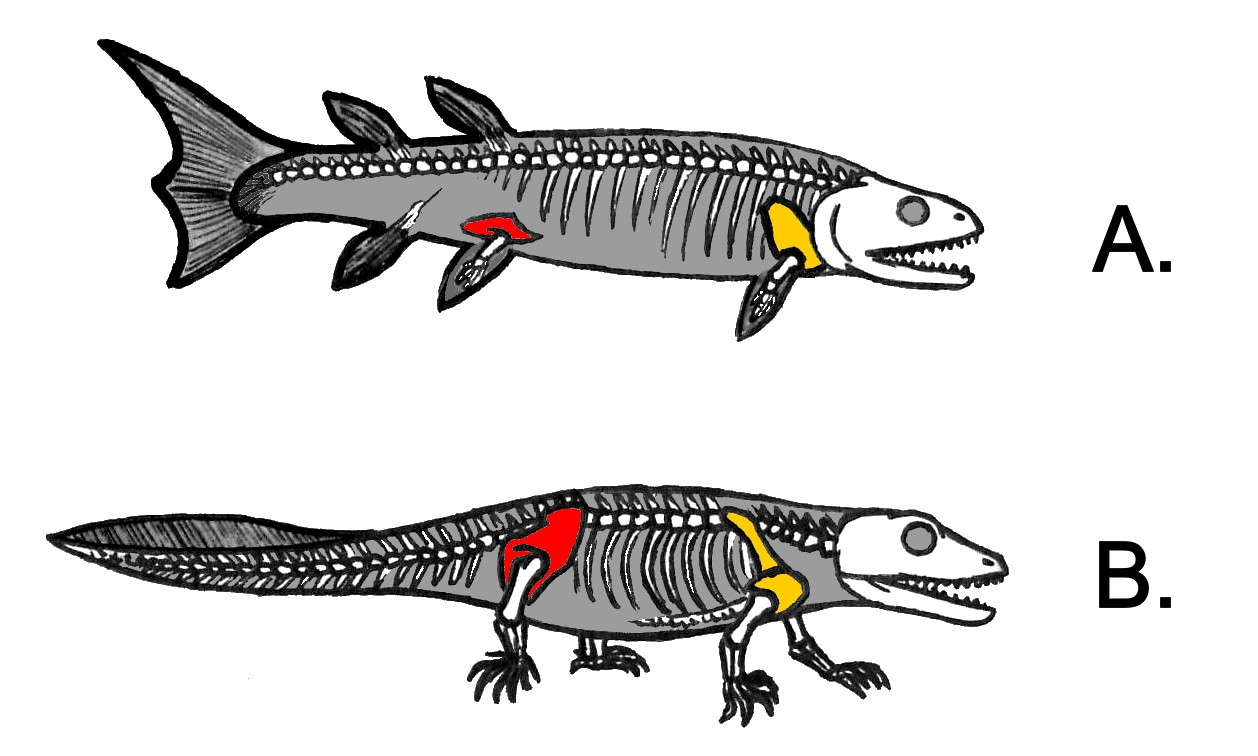
Evoluzione